# Clematoclethra
Clematoclethralà một chi trong họ Actinidiaceae. Chi này gồm khoảng 20 loài và là chi đặc hữu của các khu vực cận nhiệt đới và ôn hòa của miền trung và tây Trung Quốc. Tính đơn ngành của nhóm này được chứng minh bởi các bằng chứng về gen dựa trên sinh tế bào của các thành viên trong chi này. Ngoài ra nó còn được chứng minh bằng các tính chất vi hình thái của lông tơ trên lá và phân tích phân tử, mặc dù quan hệ tiến hóa chính xác của chi này với 2 chi còn lại trong họ Actinidiaceae là Actinidia và Saurauia là chưa được hiểu rõ.

## Các loài
Một số loài trong chi này gồm:.
- Clamatoclethra actinidioides
- Clematoclethra argentifolia
- Clematoclethra cordifolia
- Clematoclethra disticha
- Clematoclethra faberi